# Liu Qi (sciatrice)
Liu Qi (刘奇S; 27 febbraio 1996) è una saltatrice con gli sci cinese.

## Biografia
Attiva dal febbraio del 2012, Liu Qi ha esordito in Coppa del Mondo l'8 dicembre 2012 a Soči (44ª) e ai  Campionati mondiali a Val di Fiemme 2013, dove si è classificata 40ª nel trampolino normale; ai Mondiali di Planica 2023 si è piazzata 24ª nel trampolino normale, 20ª nel trampolino lungo, 8ª nella gara a squadre e 12ª nella gara a squadre mista e a quelli di Trondheim 2025 è stata 22ª nel trampolino normale, 21ª nel trampolino lungo, 8ª nella gara a squadre e 12ª nella gara a squadre mista. Non ha preso parte a rassegne olimpiche.

## Palmarès

### Coppa del Mondo
- Miglior piazzamento in classifica generale: 36ª nel 2013